# 板葉千孔珊瑚
板葉千孔珊瑚（学名：Millepora platyphylla）为千孔珊瑚科千孔珊瑚屬下的一个种。